# Autocontrôle (qualité)
Pour les articles homonymes, voir Autocontrôle.
Dans le cadre d'une démarche de gestion de la qualité, l’autocontrôle est le contrôle, généralement par l’exécutant lui-même,  du travail qu’il a accompli. Il peut être un des éléments d'une chaîne de traçabilité.
Il peut s'agir de démarches globales et systémiques (audits internes par exemple) ou de contrôles plus ciblés sur un produit ou une démarche (contrôle visuels, analyses microologiques par exemple).
Ce peut être un des gages ou critères de crédibilité d'une démarche qualité, éventuellement labellisée. 

## Les objectifs de l’autocontrôle
- Diminuer les gaspillages d'énergie et de matière et les pertes de temps par une détection les défaillances le plus tôt possible  et amélioration des processus par correction des problèmes.

Le contrôle des opérations de production par ceux qui l'ont réalisé (ou un membre du groupe ou de l'entreprise) vise à détecter précocement les éventuelles défaillances du processus.

Une démarche qualitative veut que dès l’apparition d'une défaillance, la cause en soit recherchée et une solution rapidement trouvée. Dans un processus de fabrication, seuls quelques « rebuts » seront alors fabriqués avant que la défaillance soit détectée et corrigée.
La détection rapide des défauts améliore la conformité aux spécifications.
Les retombées financières positives sont liées aux économies et au fait qu'il n'y aura pas valeur ajoutée inutile pour les produits défectueux.
- Impliquer l’opérateur dans son travail

Contrôler son propre travail est réputé responsabiliser l'opérateur (quand l'importance et la complexité de ce contrôle ne dépasse pas ses compétences ou disponibilité. Dans ce dernier cas, des outils mécaniques et informatiques peuvent l'aider). L'opérateur qui fournit des produits non conformes, se sent alors plus concernés par la défaillance et est encouragé à la limiter.
L'autocontrôle est un des moyens pour l'opérateur de prouver et mesurer la qualité de son travail (ou des qualités et défauts des machines ou du processus).
- Réduire le contrôle final des produits

Quand un process est entièrement sous autocontrôle, le contrôle final se résume souvent à un simple contrôle documentaire, qui ne sera crédible que s'il est confirmé par des audits réguliers des procédures d’autocontrôle, faute de quoi, les procédés de contrôle pourraient dériver ou être inadéquats et engendrer la fabrication de produits non conformes.